# Marcin Woliński
Marcin Woliński (ur. 1972) — polski informatyk specjalizujący się w przetwarzaniu języka naturalnego, doktor habilitowany nauk inżynieryjno-technicznych. 
Ukończył studia na Uniwersytecie Warszawskim w 1998 na Wydziale Matematyki, Informatyki i Mechaniki. W 2005 uzyskał stopień doktora nauk technicznych w Instytucie Podstaw Informatyki PAN na podstawie rozprawy pt. „Komputerowa weryfikacja gramatyki Świdzińskiego”, przygotowanej pod kierunkiem prof. Janusza S. Bienia. W 2019 w tym samym instytucie za pracę „Automatyczna analiza składnikowa języka polskiego” uzyskał stopień doktora habilitowanego nauk inżynieryjno-technicznych. 
Jest m.in. twórcą analizatora morfologicznego Morfeusz oraz  analizatora składniowego Świgra, a także współautorem „Słownika gramatycznego języka polskiego”. 